# Exaerete
Exaerete és un gènere d'himenòpters àpids de la tribu Euglossini (abelles de les orquídies).
Les espècies d'Exaerete són paràsites de nius tant a Eulaema i Eufriesea (Bennett 1972, Kimsey 1982, Garófalo 1994).

## Taxonomia
El gènere Exaerete inclou 10 espècies:
- Exaerete azteca Moure, 1964
- Exaerete dentata (Linnaeus, 1758)
- Exaerete fallaciosa Engel, 2018
- Exaerete frontalis (Guérin-Méneville, 1845)
- Exaerete guaykuru Anjos-Silva & Rebêlo, 2006
- Exaerete kimseyae Oliviera, 2011
- Exaerete lepeletieri Oliviera & Nemesei, 2003
- Exaerete salsai Nemesio, 2011
- Exaerete smaragdina (Guérin-Méneville, 1845)
- Exaerete trochanterica (Friese, 1900)